# Liste der Naturdenkmale in Langenbach bei Kirburg
Die Liste der Naturdenkmale in Langenbach bei Kirburg nennt die im Gemeindegebiet von Langenbach bei Kirburg in Rheinland-Pfalz ausgewiesenen Naturdenkmale (Stand 13. Juni 2024).

## Ehemalige Naturdenkmale
| Nr. | Bezeichnung                  | Lage                                        | Beschreibung                                                                                   | Bild                                    |
| --- | ---------------------------- | ------------------------------------------- | ---------------------------------------------------------------------------------------------- | --------------------------------------- |
|     | Alte Eiche                   | Ecke Hauptstraße, In der Trift Lage         | Quercus sp.; Rechtsverordnung vor 2009 aufgehoben, Baum gefällt und durch Neupflanzung ersetzt | Direkt Bild zu diesem Denkmal hochladen |
|     | Linde vor der Wittener Hütte | Bergstraße, bei Nr. 1 (Wittener Hütte) Lage | Tilia sp.; Rechtsverordnung vor 2009 aufgehoben                                                | Direkt Bild zu diesem Denkmal hochladen |